# Sirhookera latifolia
Sirhookera latifolia là một loài thực vật có hoa trong họ Lan. Loài này được (Wight) Kuntze miêu tả khoa học đầu tiên năm 1891.